# Quedes
Quedes é uma palavra de origem hebraica, que significa "Lugar Santo". Na Bíblia esta palavra refere-se a três cidades (ou localidades), sendo a primeira menção a Cades-Barneia, uma cidade localizada ao sul de Judá.
A segunda menção é encontrada em Josué 20:7, sendo Quedes uma cidade de Naftali dada aos gersonitas e reservada como cidade de refúgio. Devido à sua localização, era também chamada de "Quedes-Naftali" e "Quedes na Galileia". Foi nesta cidade que Baraque, general de Israel, guerreou contra Sísera, chefe do exército de Canaã.
A terceira menção é uma localidade na tribo de Issacar.